# Eduardo Pinto (futbolista)
Eduardo Antonio Pinto Pinto (Talca, VII Región del Maule, Chile, 5 de enero de 1976) es un exfutbolista y entrenador chileno. Jugaba en la posición de volante de contención.

## Trayectoria

### Como jugador
"Dunga" Pinto hizo su debut en el club Rangers de Talca en 1994, club en que desarrolló la mayoría de su carrera. En su primera etapa, desde su debut hasta 2002, obtiene con el club rojinegro el Apertura 1997 de la Primera B, que significó el ascenso de Rangers a la Primera División 1998.
Luego de aquello, tuvo breves pasos de un año en Coquimbo Unido y Unión San Felipe, en los años 2002 y 2003, respectivamente, para volver a los Piducanos el 2004, de donde no se movió hasta el 2009, jugando un total de 14 temporadas en el elenco maulino, desglosados en 261 partidos y 8 goles en total sumando sus dos ciclos en el club.
Pero sorpresivamente, a inicios de 2010, se dio una noticia que remeció a todo el fútbol nacional: Pinto fichó en el archirrival de Rangers, Curicó Unido. El motivo de dicho acontecimiento se debió a los serios problemas económicos por los que pasaba el club talquino, y el nulo interés de sus dirigentes por seguir teniendo a "Dunga" en sus filas.
El traspaso fue muy complicado para Pinto en sus inicios, dados los insultos y críticas que recibía desde ambas hinchadas, la rangerina y la curicana, especialmente los talquinos, ya que consideraron su partida al club tortero como una "traición".
Si bien el cuadro albirrojo tuvo malas campañas en dos de los tres años que estuvo el "Dunga", salvándose del descenso a Tercera división en las últimas fechas de ambos campeonatos, Pinto fue uno de los jugadores más destacados del plantel, y se ganó finalmente el respeto de los hinchas curicanos debido a su entrega y coraje, jugando incluso con lesiones y vendas en la cabeza, a causa de cortes y golpes. Incluso, tuvo un enfrentamiento contra su exequipo, en la segunda ronda de la Copa Chile Bicentenario, fase que Curicó Unido sorteó mediante la definición a penales, al empatar los partidos de ida y vuelta, en donde Pinto malogró su tiro desde los doce pasos. Sus números en "el Curi" fueron de 71 partidos y un gol.
Al término del campeonato de Primera B 2012, dio por concluida su carrera profesional de 18 años, a los 36 años de edad, y vistiendo la camiseta de Curicó, con un registro global de 389 partidos y 11 goles.

### Como entrenador
Tras su retiro de las canchas, dirigió las inferiores del Club Rangers de Talca. En agosto de 2022, tras la destitución de Felipe Cornejo del primer equipo, fue nombrado como entrenador interino.

## Clubes

### Como jugador
| Club             | País  | Año       |
| ---------------- | ----- | --------- |
| Rangers          | Chile | 1994-2001 |
| Coquimbo Unido   | Chile | 2002      |
| Unión San Felipe | Chile | 2003      |
| Rangers          | Chile | 2004-2009 |
| Curicó Unido     | Chile | 2010-2012 |

### Como entrenador
- Actualizado al 23 de septiembre de 2022.

| Club    | País  | Año  | PJ | PG | PE | PP | Efectividad |
| ------- | ----- | ---- | -- | -- | -- | -- | ----------- |
| Rangers | Chile | 2022 | 5  | 2  | 0  | 3  | 40%         |

## Palmarés
| Título             | Club    | País  | Año    |
| ------------------ | ------- | ----- | ------ |
| Primera B de Chile | Rangers | Chile | 1997-A |